# 大角怜司
大角 怜司（おおがく れいじ、1997年4月19日 - ）は、新潟テレビ21 (UX) のアナウンサー。

## 来歴
新潟県柏崎市出身。新潟県柏崎市立柏崎小学校、柏崎市立第一中学校、浦和学院高等学校、法政大学文学部史学科卒業。
小学3年の秋から野球を始め、中学時代は柏崎リトルシニアに所属し、3年時の春と夏に全国大会出場した。中学卒業後、埼玉県の浦和学院高校に進学した。公式戦でベンチ入り経験は一度もなかったが、3年時はチームが春の甲子園でベスト4に入った。大学でも野球を継続し、法政大学野球部に所属した。プロ野球選手の宇草孔基、福田光輝は法大時代の同級生。大学在学時には、学内の自主マスコミ講座を受講していた。大学卒業後、2020年に新潟テレビ21に入社し、同局のアナウンサーになる。

## 担当番組
- まるどりっ!UP[4]